# عامر عبدالوهاب
عامر عبدالوهاب (عربی: عامر عبد الوهاب؛ زادهٔ ۱۷ آوریل ۱۹۶۹) بازیکن فوتبال بود.
از باشگاه‌هایی که در آن بازی کرده‌است می‌توان به باشگاه ورزشی الزورا اشاره کرد.
وی همچنین در تیم‌های ملی فوتبال زیر ۲۳ سال عراق و عراق بازی کرده‌است.